# مارك فان بوميل

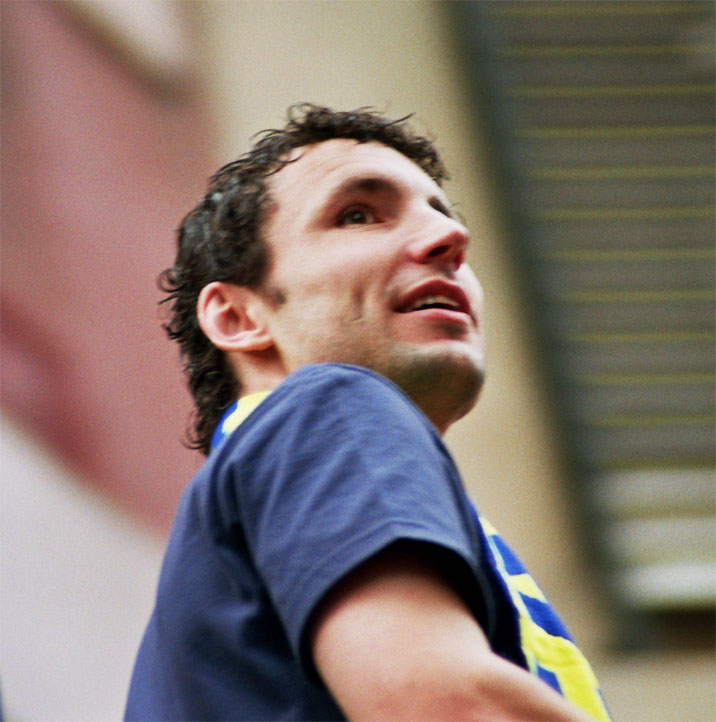
مارك فان بوميل

مارك فان بوميل (بالهولندية: Mark van Bommel) (ولد في 22 ابريل، 1977 في هولندا) هو لاعب كرة قدم هولندي، لعب سابقاً لعدة أندية منها نادي برشلونة، بايرن ميونخ، إيه سي ميلان وبي إس في آيندهوفن.
انتقل من نادي ماسبراخت إلى نادي بي إس في آيندهوفن في عام 1999 وهناك حقق العديد من الألقاب مع ناديه الجديد، فحقق بطولة الدوري الهولندي لثلاث مواسم وساهم في وصول النادي إلى الدور نصف النهائي لبطولة دوري أبطال أوروبا في عام 2005. نال جائزة أفضل لاعب في هولندا لعامي 2001 و2002.
في نهاية موسم 2004-2005 انتقل إلى نادي برشلونة الإسباني مجاناً بعد انتهاء عقده مع نادي بي إس في إندهوفن، واستطاع المشاركة كأساسي في العديد من المباريات وكان عنصر قوة في خط وسط النادي الكتلوني خصوصاً بعد إصابة تشافي هيرنانديز بقطع في الرباط الصليبي لركبته في بداية الموسم، وحقق فان بوميل أكبر نجاح له في مسيرته الكروية مع برشلونة في هذا الموسم بالحصول على لقب الدوري الإسباني ولقب دوري أبطال أوروبا على حساب آرسنال الإنجليزي، بالإضافة إلى لقب كأس السوبر الإسباني.
وفي بداية موسم 2006-2007 انتقل فان بوميل إلى نادي بايرن ميونيخ الألماني، واعتبر منذ قدومه ركيزة أساسية في خط وسط الفريق البافاري. وبعد اعتزال الحارس الدولي الألماني أوليفر كان، اختير فان بوميل مطلع موسم 2008-2009 قائداً لبايرن ميونخ، وجدد المدير الفني الهولندي لويس فان غال ثقته به قائداً مطلع موسم 2009-2010، وهو أول قائد غير ألماني لبايرن ميونخ على الإطلاق.
وفي يوم 25 يناير 2011 انتقل إلى نادي أي سي ميلان مجاناِ، ولعب معهم موسم ونصف حقق خلالها لقب الدوري الإيطالي ولقب كأس السوبر الإيطالي. لينتقل بعدها إلى ناديه الأول الذي ساهم في شهرته وهو بي إس في آيندهوفن ولعب معهم موسم ختامي، ثم اعتزل بعدها كرة القدم.

## مسيرته الكروية
لعب مارك فان بوميل خلال مسيرته الاحترافية مع 5 أندية في اثنين وعشرين موسمًا وسجل خلالها 80 هدف ضمن 534 مباراة. حيث فاز في ثلاثة مواسم بالكأس وفي ثمانية مواسم بالدوري.
خاض مارك فان بوميل مسيرته مع نادي فورتونا سيتارد في موسم 1992–93 ليلعب معه سبعة مواسم، مشاركًا في 152 مباراة سجل خلالها 13 هدفًا. ثم انتقل إلى نادي آيندهوفن في موسم 1999–00 في المرة الأولى ليلعب معه ستة مواسم ثم في موسم 2012–13 لمدة موسم واحد، حيث شارك طوالها في 196 مباراة سجل خلالها 54 هدفًا. لينتقل بعدها إلى نادي برشلونة في موسم 2005–06 لمدة موسم واحد، مشاركًا في 24 مباراة سجل خلالها هدفين. ثم انتقل إلى نادي بايرن ميونخ في موسم 2006–07 ليلعب معه خمسة مواسم، مشاركًا في 123 مباراة سجل خلالها 11 هدفًا. هذا وانتقل لاحقًا إلى نادي إيه سي ميلان في موسم 2010–11 ولمدة موسمين، مشاركًا في 39 مباراة ولم يسجل أي هدف.

## روابط خارجية
- مارك فان بوميل على موقع الاتحاد الدولي (مؤرشف)  (الإنجليزية)
- مارك فان بوميل على موقع الاتحاد الأوربي (الإنجليزية)
- مارك فان بوميل على موقع قاعدة بيانات كرة القدم.إي يو (الإنجليزية)
- مارك فان بوميل على موقع بيانات كرة القدم. دي إي (الألمانية)
- مارك فان بوميل على موقع ليكيب (الفرنسية)
- مارك فان بوميل على موقع ناشيونال فوتبول تيمز (الإنجليزية)
- مارك فان بوميل على موقع Soccerway.com (الإنجليزية)
- مارك فان بوميل على موقع عالم كرة القدم.نت (الإنجليزية)
- مارك فان بوميل على موقع كووورة
- مارك فان بوميل على موقع AS.com (الإسبانية)